# 마쓰이 이치로
마쓰이 이치로(일본어: 松井一郞, 1964년 1월 31일 ~ )는 일본의 기업인, 전기 기술자, 정치인이다. 오사카유신회 간사장과 일본유신회 간사장, 제3대 오사카부의회 의원, 오사카부지사를 역임했다. 주식회사 오토리 전기(株式会社大通) 전기회사의 대표이사로 조명 · 전기 설비 관계의 공사·유지 보수 등의 일을 하기도 했다. 그의 아버지 마쓰이 요시요(松井良夫)는 1996년에 오사카부의회 의원을 지냈다.
오사카부 야오시에서 태어나 어린 시절을 보냈으며, 오사카 공업대학 부속 고등학교에 재학 중 불상사를 일으키고 퇴학당했다. 이후 사사 료이치가 운영하는 후쿠오카공업대학(福岡工業大学) 부속 고등학교에 편입, 후쿠오카공업대학 부속고등학교를 거쳐 1986년 3월에 후쿠오카공업대학 공학부 전기공학과를 졸업했다.
간사이 전력 그룹에서 근무하다 2003년 4월 13일 제15회 일본 전국 동시 지방선거에서 오사카부 의회 의원 선거에 야오시 선거구에서 자유민주당의 공천을 받고 출마하여 당선된 뒤 이후 3선하였다. 마쓰이는 자민당 오사카 부의회지부 정조회장까지 역임했지만 부청 이전 문제를 계기로, 자민당의 생각이 자신과 생각이 다르다고 이유로 "자민당 유신의 모임"을 독자적으로 결성, 이후 2010년에 하시모토 도루가 대표를 맡고있는 지역 정당 오사카 유신회에 참여하여 간사장에 취임, 2012년에는 전국정당 일본유신회의 조직에 참여하여 간사장에 취임하였다. 2011년 4월 10일의 제17회 일본 전국 동시 지방선거에서 하시모토가 오사카시장으로 그가 오사카부지사 후보로 출마하는 오사카 더블 선거에서 오사카부지사로 당선되었다.

## 역대 선거 결과
|  | 0% |

|  | 0% |

|  | 0% |

|  | 54.73% |

|  | 64.1% |

|  | 58.1% |